# Pyrgulopsis carinifera
Pyrgulopsis carinifera är en snäckart som först beskrevs av Henry Augustus Pilsbry 1935.  Pyrgulopsis carinifera ingår i släktet Pyrgulopsis och familjen tusensnäckor. Inga underarter finns listade i Catalogue of Life.